# Новорусийска губерния
Новорусийска губерния (на руски: Новороссийская губерния) e името на две административно-териториални единици на Руската империя, разположени през втората половина на XVIII век на територията на историко-географската област Новорусия.
Губернийски център на първата Новоросийска губерния е град Кременчук през 1765–1776, а на втората – Новоросийск 1776–1783 (сега Днипро), също през 1764 и 1797-1801 г. негов център е Крепостта Св. Елисавета (и трите в днешна Украйна).

## Новорусийска губерния (1764–1783 г.)
Върху земите, отнети от украинските казаци през 1750–1753 г. се формират Нова Сърбия и Славяносърбия – първите военно-земеделчески селища на сърби и унгарци от Австрийската империя, доведени от полковник Иван Хорват, Иван Шевич и Райко Прерадович (Де-Прерадович) в новите южни владения на Руската империя.
През 1753-1764 г. на територията на Бахмутска провинция в първата голяма Воронежска губерния е съществувала автономна област на западни военни преселници – Славяносърбия.
Всъщност Новоросийската губерния, като административно-териториална и военна единица, е образувана с указ на Екатерина II от 22 март 1764 г., за да защити новите южни територии на Руската империя от турско-татарски набези, върху земите на бившата Нова Сърбия.
Първи наместник в Новорусийска губерния станал генерал-поручик Алексей Петрович Мелгунов. Цялата земя на бивша Нова Сърбия (1421 хил. десятини, приблизитлно 1552 хектара) е разделена на участъци от 26 десятини (гориста земя) и 30 десятини (безгориста земя). Да получат земя в наследствено владение можели „хора от всякакво звание“, при условие че постъпят на военна служба или се впишат в крепостническото съсловие. Поземлени парцели били приписани на 8 местни поселищни полка: Черен и Жълт хусарски полк, Елисаветградски пикинерски полк, Бахмутски хусарски полк и Самарски хусарски полк, както и Днепърски пикинерски полк, Лугански пикинерски полк и Донецки пикинерски полк (на левия бряг на Днепър). По-късно на базата на това селищно полково деление е въведено уездното устройство.
По-късно през същата година към губернията били присъединени земите на премахната Славяносърбия (намалена Бахмутска провинция, отделена от първата Воронежска губерния), Украинската линия, 13 стотни на Полтавски и две сотни на Миргородски полк на Запорожката войска. Административен център става Кременчук. Губернията била разделена на три провинции: Екатерининска (по река Орел), Елизаветградска и Бахмутска (бивша Славяносърбия).
През 1775 г. Бахмутската провинция е прехвърлена към новосформираната Азовска губерния, а към Новорусийска губерния била присъединена западната част от земите нз Запорожката Сеч (всички територии западно от река Днепър), ликвидирана с манифест на Екатерина II.
От 1775 г. Новорусийска губерния е разделена на три провинции: Кременчукска, Екатерининска (Екатеринослав; Екатеринослав е основан през 1777 г.) и Елисаветинска (Елисаветградска) .
През 1777 г. Новорусийска губерния е допълнена с Херсонска провинция.
В хода на реформата на административно-териториалното деление територията на губернията влязла в състава на образуваното през 1783 г. Екатеринославско наместничество.

### Ръководство на губернията

#### Главни командири
- 1764-1765 г. – Яков Мелгунов
- 1765-1766 г. – Якоб Бранд
- 1767 г. – Иван Леонтиев
- 1767-31.05.1774 г. – Фьодор Воейков

#### Генерал-губернатори
- 31.05.1774 – 30.03.1783 г. – княз Григорий Потьомкин

#### Губернатори
- 1775-1778 г. – Матвей Муромцев
- 1778-1783 г. – Николай Язъйков
- 1783 г. – Тимофей Тутолмин
- 1800 г. – генерал Николев[2]
- 1802 г. – Михаил Павлович Миклашевски.[3][4][5][6][7][8][9][10]

## Новорусийска губерния (1796–1802 г.)
Създадена е от Павел I на територията на бившите Екатеринославско наместничество (с център град Екатеринослав), Вознесенско наместничество (с център град Вознесенск) и Таврическа област (с център град Симферопол).
Центърът на тази губерния се намирал в Екатеринослав, който от 1797 до 1802 г. носи името Новоросийск.
Губернията се делила на 19 уезда
- Елисаветградски уезд
- Олвиополски уезд
- Херсонски уезд
- Тирасполски уезд
- Бахмутски уезд
- Екатеринославски уезд
- Верхнеднепровски уезд
- Новомосковски уезд
- Ростовски уезд
- Павлоградски уезд
- Славяносръбски уезд
- Александровски уезд
- Днепърски уезд
- Мариуполски уезд
- Евпаторийски уезд
- Перекопски уезд
- Симферополски уезд
- Тмутаракански уезд
- Феодосийски уезд

С императорски указ от 8 октомври 1802 г. Новорусийска губерния е ликвидирана, а от нейните територии са образувани три нови губернии:
- от Елисаветградски, Олвиополски, Херсонски и Тирасполски уезди е създадена Николаевска губерния (с център Николаев);
- от Бахмутски, Екатеринославски, Верхнеднепровски, Новомосковски, Ростовски, Павлоградски, Александровски и Славяносръбски уезди е създадена Екатеринославска губерния (с център град Екатеринослав);
- от Днепърски, Евпаторийски, Перекопски, Симферополски, Тмутаракански и Феодосийски уезди е създадена Таврическа губерния.